# 零戦ニ欠陥アリ
「零戦ニ欠陥アリ～設計者たちの記録～」（ぜろせんニけっかんアリ～せっけいしゃたちのきろく～）は、NHKのETV特集・第105回分として制作され、2005年8月13日に放送されたドキュメンタリーである。

## 概要
2003年、三菱重工の元設計副主任であり、零戦も担当した曽根嘉年が他界した。遺品の中に、海軍の焼却処分の命に反し、曽根が所持し続けていた零戦の不具合や改良に関する膨大なメモや、海軍との交渉議事録など、計17冊の設計ノートが含まれていることが明らかになった。
曽根メモには、海軍航空本部の過大な要求に対応するため、極端な軽量化と複雑化へ邁進した結果、剛性と強度の不足、それに起因する計画を下回る性能、大量生産に不向きな構造、防弾の不備など、零戦のさまざまな欠陥(ただしそれは当時の日本の技術的限界でもある)が詳細に記述されており、さらに、海軍上層部がこのような事実を認知していながらも黙殺、隠蔽し、進んで改良を了承しなかった経緯も書き残されている。
番組では、それらの資料に基づき、航空力学の専門家、鈴木真二東大教授と、作家の柳田邦男が考察し、現在の技術視点での証明と、技術者と軍上層部の理念の相違、前線での実情と軍令部の作戦や航空本部の運用計画との乖離を、再現シーンを交えた構成でまとめている。試験中の墜落事故の原因となった、昇降舵のフラッターに対する曽根の直筆メモや、飛行士が高速時に撮影した、機体の外板が桁の変形で波打つ様子があらわな写真も紹介されている。
ある事柄の方向性が正しくないことが明らかであっても、それをたやすく修正できないメカニズムを、名機といわれながらも大戦後期には急速に活躍の場を失っていった零戦を通して見つめるテーマとなっている。

## 関係者の告発
放映翌日、零戦の会でHPを管理していた副会長の神立尚紀が零戦の会の掲示板において、NHKと出演したパイロットや研究家との間でトラブルが発生している旨の説明を行った。

## 後日談
NHKの歴史番組である「その時歴史は動いた」において「ゼロ戦・設計者が見た悲劇 〜マリアナ沖海戦への道〜」（2006年3月8日放映）として、ほぼ同じスタッフ・同じ構成で番組が作成された。この際、マリアナ沖海戦の空戦を捉えた米軍撮影のガンカメラの映像を放映した際、増槽タンクを装備したF6Fヘルキャット戦闘機を爆装した零戦と取り違えて放送してしまい、制作者側に基礎的な知識すらないということを再度露呈することとなった。
2013年にNHKが零戦のドキュメンタリーを再度作成した際には零戦の会所属のパイロットが出演しており、その中にNHKの対応に激怒していた大原亮治の姿も見られることから一定の関係改善が見られる。このときの大原の証言はNHKアーカイブズで閲覧可能であり、零戦三二型が一番好きであると証言が今度はきちんと掲載されている。

また神立尚紀は2018年に本番組と制作者のこと以下のように回顧している。
「零戦ニ欠陥アリ」という欠陥番組でしたね。当事者への取材依頼の手紙に記された番組意図と、実際の番組意図がまったく違う酷いものでした。まず結論ありきなのにそれを隠して当事者を騙して。思い出すと胸糞が悪くなります。NHKには優秀な人材も多いのに、この番組の制作者は最低の嘘つきでした。